# Picture-in-picture (montagetechniek)

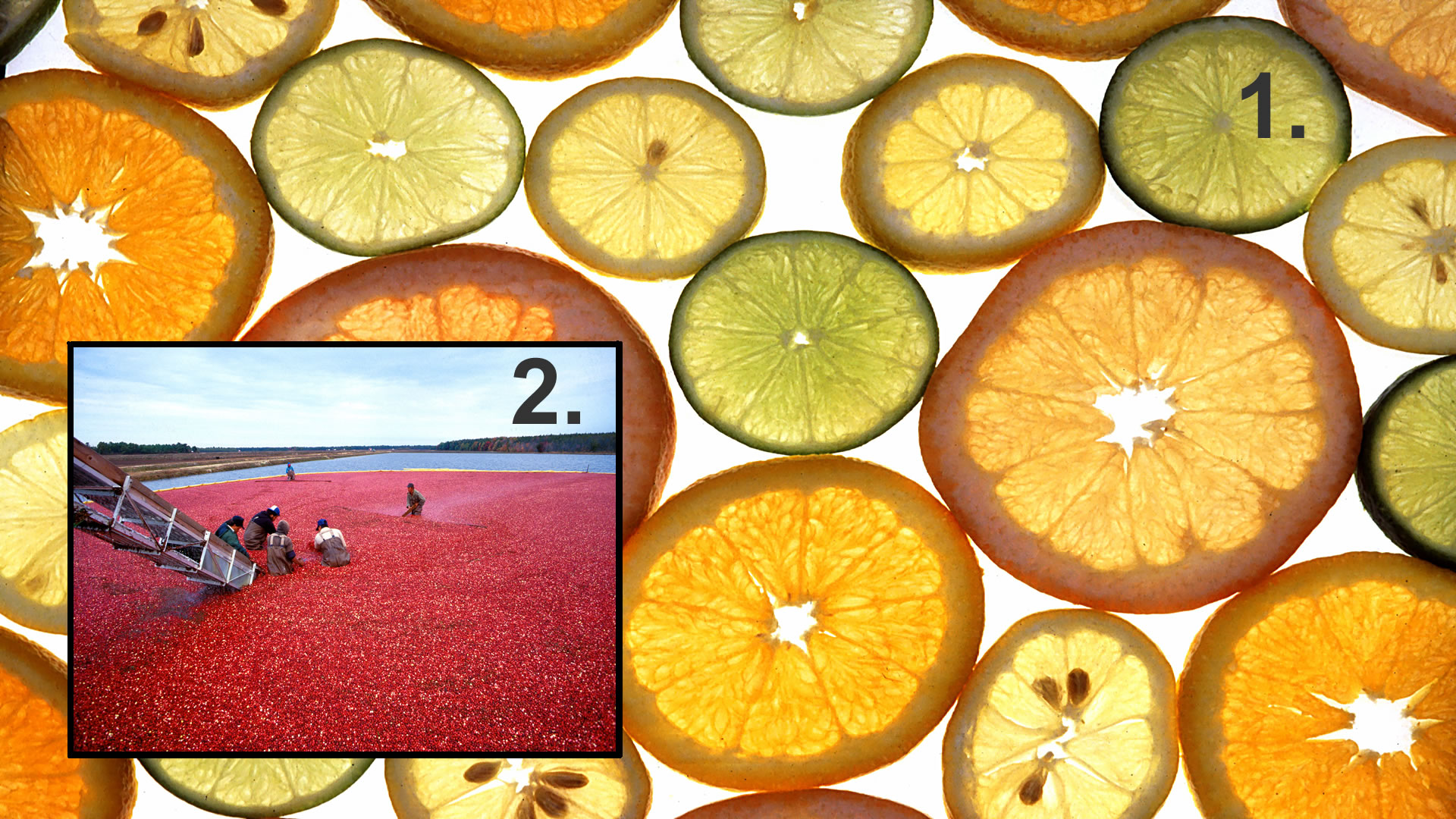
Picture-in-picture

Met de picture-in-picture-techniek kunnen op één televisiescherm meerdere afzonderlijke beelden vertoond worden. In de televisie- en filmwereld wordt deze montagetechniek geregeld gebruikt wanneer twee gebeurtenissen tegelijkertijd plaatsvinden. In talkshows wordt dankbaar van de techniek gebruikgemaakt wanneer een korte documentaire wordt uitgezonden over de gast, maar men ondertussen ook wil laten zien hoe de gast reageert op de beelden.
Tijdens de Olympische Spelen van 1976 werd al van deze techniek gebruikgemaakt, tijdens de ceremonie werd met een tweede camera een close-up-opname gemaakt van de fakkel, en tegelijkertijd op hetzelfde scherm uitgezonden met het beeld van de andere camera's. Anno 2007 is deze techniek beschikbaar in de meeste videomontageprogramma's voor algemene consumenten.